# Yoelvis Hernández
Yoelvis Jesus Hernández (ur. 5 grudnia 1993) – wenezuelski bokser, brązowy medalista igrzysk panamerykańskich.
W 2011 reprezentował Wenezuelę na Mistrzostwach Świata w Baku. Przegrał w pierwszej walce z Brytyjczykiem Thomasem Stalkerem.
Trzy tygodnie później wystąpił  w Igrzyskach Panamerykańskich w Gudalajarze zdobywając brązowy medal w wadze lekkopółśredniej. Pokonał Cesara Rivasa (Panama) i Andersona Rojasa (Ekwador) a w półfinale przegrał z Valentino Knowlesem z Bahamów.